# Sam Slade
Pour les articles homonymes, voir Slade (homonymie).
Pas d'image ? Cliquez ici

a Compétitions nationales et continentales officielles uniquement.

b Matchs officiels uniquement.
Dernière mise à jour le 12 novembre 2023.
Sam Slade, né le 28 août 1997 à Auckland (Nouvelle-Zélande), est un joueur international samoan d'origine néo-zélandaise de rugby à XV évoluant aux postes de deuxième ligne ou de troisième ligne avec la franchise des Moana Pasifika en Super Rugby depuis 2022.

## Carrière

### En club
À l'origine, durant son enfance, Sam Slade est en manque de confiance, mais se sert du sport pour s'affirmer mentalement.
Sam Slade fait ses débuts professionnels en 2017 avec la province d'Auckland en NPC, jouant six matchs. En 2018, il est prêté à Manawatu, avec qui il apparaît à huit reprises.
Finalement, il rejoint les Counties Manukau en 2019. La même année, il est recruté par les Colorado Raptors pour disputer la saison 2020 de la Major League Rugby, mais la saison est interrompue à cause de la pandémie de Covid-19.
Il fait partie de l'équipe des Moana Pasifika prenant part pour la première fois au Super Rugby en 2022.

### En sélection nationale
Avec l'équipe de Nouvelle-Zélande des moins de 20 ans, il remporte le Championnat du monde junior 2017 avec une victoire 64-17 en finale contre l'Angleterre.
Même s'il est né en Nouvelle-Zélande comme ses parents, il est éligible avec les Samoa du fait de la nationalité samoane de ses grands-parents.
Il fait partie du groupe des 33 joueurs samoans sélectionnés pour la Coupe du monde 2023. 

## Statistiques en équipe nationale
- 6 sélections (dont 5 en tant que titulaire) depuis 2021[3].
- Participation à la Coupe du monde 2023 (2 matchs).

## Palmarès
- Vainqueur du Championnat du monde junior en 2017 avec l'équipe de Nouvelle-Zélande des moins de 20 ans.